# 莊穆王后
莊穆王后（1259年—1297年），即元朝齐國大長公主。姓孛儿只斤氏，名忽都魯揭里迷失，是元世祖的女兒，嫁入高麗為忠烈王的王妃。

## 家族關係
- 父：元世祖忽必烈。
- 母：阿速真可敦
- 夫：高麗忠烈王
  - 子：高麗忠宣王